# ブナ林
ブナ林（ぶなばやし）とは、温帯に見られる落葉広葉樹林（夏緑林）の典型的なものである。日本では、九州地方の山地から北海道南部の平地にかけて分布する、ブナを中心とする森林のことである。

## 日本のブナ林
ブナ林は、日本では温帯の植物群落の代表である。本州中南部では、平地は照葉樹林帯であり、常緑広葉樹林が成立するのが本来の姿である。それより寒い地域、標高の高い地域では、落葉樹が優占する森林が出来るが、この森林の代表がブナ林である。ブナの他、ミズナラなどを交えた森林である。常緑樹林と比べて葉が薄いため、森林内が明るく、見通しがよい。しかしながら、日本のブナ林では、林床をササが覆う場合が多い。それも太平洋側ではスズタケなど、2mにもなるものなので、歩くにはやっかいな森である。
日本の森林で、古来の姿を保っている場所は少ない。いわゆる原生林というのは、本当に数えるほどしか存在しない。常緑広葉樹林は、特に人間の生活範囲でありすぎたため、まとまった面積が残っている場所はほとんど皆無である。しかし、落葉樹林では、生活範囲からやや離れて、広い面積が残っている場所があった。昭和の拡大造林の波によって、かなりの場所が壊滅した。残り少ない残存例であった東京近郊の日帰り登山圏にある丹沢山地の檜洞丸は修験道の山岳信仰に守られ、山頂一体は昭和の後半まで鬱蒼とした原生ブナ林であったが、急速に失われてしまった。白神山地は、落葉広葉樹林の原生林に近いものがまとまって残っている貴重な地域である事から、世界遺産に登録された。
中部以北のヨーロッパは、日本で言えば北海道あたりの気候帯に当たり、ブナ林に覆われていた地域である。向こうのブナ林は林床が明るく、春になるといわゆるスプリング・エフェメラルの草花が咲いて美しいところであったらしい。しかし、開発のため、原生林は皆無に近く、白神山地の評価が高かったのは、そのあたりにも関係があるようである。
白神山地の南に位置する同じ奥羽山脈に属する八幡平山群中には、「山に生えている毛」の“山毛”と書いてブナと読ませる山毛森という山があり、東北地方におけるブナ林の位置づけの大きさの一端がうかがい知れる。